# Jabwot
Jabwot, auch Jabwat, Jabat oder Jebat genannt, ist eine kleine Insel im Osten der Ralik-Kette der pazifischen Inselrepublik Marshallinseln.
Jabwot liegt etwa 12 Kilometer östlich der Nordostspitze des Ailinglapalap-Atolls, ist von einem schmalen Saumriff umgeben und hat eine Landfläche von knapp 0,6 km².
1988 lebten 112 Menschen auf der Insel, der Höchststand. Bis 2021 nahm die Bevölkerung wieder auf 75 Einwohner ab.